# Medal of Honor: Infiltrator
Medal of Honor: Infiltrator är en tredjepersonsskjutare som är sett uppifrån. Spelet släpptes år 2003 till Game Boy Advance. Spelet utspelar sig under andra världskriget och huvudpersonen heter Corporal Jake Murphy. Spelet är det sjätte spelet i serien Medal of Honor.